# When We Were Young (cançó)
“When We Were Young” és una cançó interpretada per la cantautora britànica Adele Laurie Blue Adkins, més coneguda pel seu nom artístic Adele. Va ser llançada com a segon senzill del seu tercer àlbum “25”, el 22 de gener de 2016, per la discogràfica XL Recordings.
Va ser composta per la mateixa Adele junt amb la col·laboració del músic canadenc Tobias Jesso Jr i produïda per Ariel Rechtshaid.
La peça es tracta d’una balada soul que destaca per la potent veu de la cantant i el sentiment que transmet la seva lletra.

## Origen i composició
“When We Were Young” va ser escrita per Adele i Tobias Jesso Jr, i produïda per Ariel Rechtshaid, qui, junt amb Jesso, va tocar el piano i va col·laborar en les veus secundàries.
Durant la creació de l’àlbum 25, Adele va patir un bloqueig de l’escriptor, sentint-se insegura sobre el material que tenia, fet que també va preocupar al seu equipPer això, a principis de 2015, Adele va viatjar a la ciutat de Los Angeles per treballar amb diversos compositors i productors durant dos mesos. Va mostrar especial interès a col·laborar amb el músic canadenc Tobias Jesso Jr, després d’escoltar la seva cançó “Hollywood”.
Els dos compositors es van reunir, passant gairebé tres dies treballant, i van acabar escrivint dues cançons, entre elles “When We Were Young”.

## Lletra
En una entrevista amb SiriusXM Adele va explicar que <<la cançó s’inspira en nosaltres fent-nos grans, estar en una festa a una casa, i veure a tothom a qui alguna vegada havies estimat, o no, i amb qui no has trobat el temps per mantenir el contacte. I tots us retroben en aquesta festa, teniu uns 50 anys, i res no importa; us ho passeu tan bé que sentiu com si tinguéssiu 15 anys una altra vegada. Aquesta és la sensació que vol transmetre.>>
Segons la mateixa Adele, “When We Were Young” és la seva peça preferida de l’àlbum 25.

## Crítiques i rebuda
“When We Were Young” va rebre elogis i crítiques positives per part de la premsa musical, tant per la qualitat vocal de la cantant com pel seu significat.
El periodista Jeremy Gordon de Pitchfork la va nomenar “Millor cançó nova” destacant la interpretació vocal d’Adele.
La revista Entertainment Weekly la va valorar com una de les tres millors cançons de l’àlbum 25.
PopMatters, va descriure-la com “una èpica cançó melancòlica” amb molta profunditat emocional, i Time la va posicionar com una de les millors cançons de, 2015.
Rolling Stone, revista musical, també la va considerar una de les millors peces de la carrera d’Adele, destacant el seu sentiment nostàlgic i el complex missatge darrere la seva lletra.

## Versions
La cantant nord-americana Demi Lovato va interpretar “When We Were Young” a Future Now Tour el 2 de setembre de 2016. Rolling Stone va elogiar la seva fidelitat a la interpretació original, mentre que Billboard la va anomenar com una de les millors veus de la música pop.Segons Digital Spy la cantant va aconseguir fer justícia a la cançó d’Adele, amb una actuació impressionant.